# Fachschule für Kunsthandwerk und Design Elbigenalp
Die Fachschule für Kunsthandwerk und Design Elbigenalp steht in der Gemeinde Elbigenalp im Bezirk Reutte im Lechtal im Bundesland Tirol. Die berufsbildende Kunstschule für Kunsthandwerk und Design des Träger-Vereins für gewerbliche Holzbildhauerei Elbigenalp ist eine Fachschule mit Öffentlichkeitsrecht.

## Geschichte
Schon im Jahre 1835 gründete der Maler, Lithograf und Heimatforscher Anton Falger in seiner Heimatgemeinde Elbigenalp eine Zeichenschule. Im Laufe der Zeit bis 1876 unterrichtete Falger über 100 Schüler, darunter auch eine Nichte des berühmten Malers Joseph Anton Koch aus Elbigenalp, Anna Stainer-Knittel, die in Folge als Malerin in Innsbruck wirkte und als Geierwally in die Literaturgeschichte einging.
Aus dieser Zeichenschule entwickelte sich dann bis zum Beginn des 20. Jahrhunderts eine Zeichen- und Stuckaturschule (1877–1914) für die Wanderhandwerker aus dem Lechtal, die im ganzen süddeutschen und westösterreichischen Raum vor allem bei Kirchenbauten, aber auch in Bürgerhäusern wirkten.
In der Zwischenkriegszeit (1926–1938) wurden in Elbigenalp auch Schnitzkurse vom Künstler Benno Bischof aus der Nachbargemeinde Häselgehr angeboten.
1951 begründete dann der bekannte Holzbildhauer Rudolf Geisler-Moroder sen. im Auftrag des Landes Tirol die damals private freie Kunstschule Schnitzschule Elbigenalp, die eine dreijährige Ausbildung in Holzbildhauerei anbot.
1957 wurde der bis heute grundlegende Trägerverein Schnitzschule Elbigenalp (s. u.) gegründet.
1983 bekam diese Schule das Öffentlichkeitsrecht verliehen und wurde damit den österreichischen Bundesschulen gleichgestellt. Die Lehrpläne wurden dem staatlichen österreichischen Bildungssystem für Berufsbildende Mittlere und Höhere Schulen angeglichen, und die Lehrenden wurden als Bundeslehrer angestellt bzw. übernommen.
Die alte Ausbildung (ohne Öffentlichkeitsrecht) wurde bis 1986 unter der Leitung des Tiroler Künstlers und Holzbildhauermeisters Kassian Erhart weitergeführt und beendet.
Von 1983 bis 1986 leitete Karl Jäger die neue Ausbildung (mit Öffentlichkeitsrecht). Robert Maldoner übernahm 1986 die Gesamt-Leitung bis zu seinem Tod 2013. Die künstlerischen Schwerpunkte der neuen Bildhauerausbildung (nach dem neuen BMS-Lehrplan für Elbigenalp nicht nur für Holz-, sondern auch für Steinbildhauerei) wurden ab 1985 durch den Tiroler Stein- und Holzbildhauer Anton Baumgartner mitgestaltet.
Neben dem traditionellen Zweig einer Bildhauerei-Ausbildung wurde seit 1989 auch eine Ausbildung für Vergolden und Schilderherstellen in Elbigenalp angesiedelt.

## Trägerschaft
Träger der Schule ist seit 1957 der Verein für gewerbliche Holzbildhauerei Elbigenalp (vorher: Verein Schnitzschule Elbigenalp), dem maßgeblich das Land Tirol vorsteht. Weitere Mitglieder sind das Land Vorarlberg, die Wirtschaftskammer Tirol, die Landwirtschaftskammer Tirol, sowie die Gemeinde Elbigenalp. Dieser Verein kümmert sich um die Ausstattung, Gebäude und das Hauspersonal. Die Lehrpersonen werden aufgrund des Öffentlichkeitsrechts vom Bundesministerium für Bildung beaufsichtigt und bezahlt.

## Ausbildungen und Abschlüsse

### Künstlerische Zweige
Die Schule bietet heute in einer 4-jährigen Ausbildung zwei künstlerische Zweige an, nämlich einerseits:
- Bildhauerei, welche nicht nur (wie früher) die Holz-, sondern auch die Steinbildhauerei und Metallplastik umfasst (ab 2016 mit neuem Lehrplan),[4] und andererseits
- Vergolden und Schilderherstellung (auslaufend bis 2019 = letzter Abschluss), welche ab 2016 ersetzt wird durch
- Vergolden, (kunsthandwerkliche) Malerei und Schriftdesign.

### Lehrabschlüsse und Berufsberechtigungen
Parallel dazu werden (de facto) Lehrabschlussprüfungen angeboten. Dazu wird der Zugang zur österr. Meisterprüfung wesentlich erleichtert, und Teile derselben werden anerkannt. Dies gilt für die Gewerbe:
- Holzbildhauer (Lehrberuf);[6]
- Steinmetz (Lehrberuf);[7]
- Beschriftungsdesign und Werbetechnik (Lehrberuf)[8] (früher: Schilderhersteller).

Dazu kommt, dass bei Unternehmensgründung der Fachschulabschluss als sog. Befähigungsprüfung zumindest im theoretischen Teil anerkannt wird.

## Lehrer (Auswahl)
- Anton Baumgartner (in Elbigenalp 1985-2006)
- Kassian Erhart (in Elbigenalp 1978–1986, zuletzt Direktor für die auslaufende „freie“ Holzbildhauerausbildung)
- Josef Jehle (in Elbigenalp 1987–2016)[9]
- Rudolf Geisler-Moroder senior (in Elbigenalp 1951–1988)[10]
- Rudolf Geisler-Moroder junior (ab 1979 bis heute)
- Robert Maldoner (in Elbigenalp 1986–2012)[11].
- Ernst Hornstein (in Elbigenalp 2012 - 2023)[12].

## Absolventen
Aus dieser künstlerischen Ausbildung in Elbigenalp gingen einige inzwischen auch international anerkannte Künstler und Bildhauer hervor, wie Matthias Buchenberg, Manuel Egger-Budemair, Alois Fasching, Simon Hafele, Manfred Hellweger, Theresia Innerhofer, Daniel Nikolaus Kocher, Gabriel Köfler, David Köfler,
Leonard Lorenz, Helmut Narr, Peter Niedertscheider, Horst Pali, Gabriel Rauchegger,
Erich Ruprechter, Ernst Schnöller, Christoph Waldhart, Alois Weiskopf, und viele andere.